# 직선

직교 좌표 평면 위의 직선(일차 함수)의 예. 빨간 직선과 파란 직선은 기울기가 같고, 빨간 직선과 초록 직선은 y절편이 같다.

기하학에서 직선(直線, 영어: (straight) line)은 곧게 뻗은 선을 추상화한 개념이다. 직관에 가장 가까운 유클리드 기하학은 직선에 정의를 두지 않으며, 대신 그 성질을 나타내는 공리를 세워 기술한다. 이 경우 직선은 점이 서로 반대인 두 방향으로 휘지 않고 무한히 뻗어나가 얻는 1차원 도형으로 해석된다. 유클리드 기하학의 표준 모형인 해석기하학에서 직선은 연립 일차 방정식의 특수한 경우로 주어진다. 사영 평면의 직선은 유클리드 기하학의 직선에 무한원점 하나를 보탠 경우와 모든 무한원점으로 이루어진 직선(무한원직선)의 경우로 나뉘며, 3차원 공간의 고정된 점을 포함하는 평면들로 해석할 수도 있다. 미분기하학에서 직선은 측지선의 개념을 통해 기술할 수 있다. 결합기하학은 직선을 점들의 집합으로 생각하는 대신 점이 놓였는지(점을 지나는지)에 대한 관계를 논할 수 있는, 점과는 독립된 대상으로 간주한다.

## 정의
유클리드 기하학을 처음 다룬 《원론》은 선을 "길이가 있되 너비가 없다"고 정의한 뒤 직선을 "그 위의 점이 평등히 놓인 선"이라고 정의하지만, 이는 오늘날의 기준에서 정의에 속하지 않는다. 직선을 기술하는 공리들 역시 정의되지 않은 용어를 사용한다는 점에서 엄밀하지 않다. 힐베르트 공리계는 점과 직선의 관계에 대한 공리의 엄밀한 서술과 직선이 만족시켜야 하는 아르키메데스 성질 및 완비성을 추가하여 유클리드 기하학을 엄밀화하였다. 3차원 직교 좌표 공간 {\displaystyle \mathbb {R} ^{3}} (또는 {\displaystyle \mathbb {E} ^{3}})은 유클리드 기하학의 모든 공리를 만족시키는 가장 통용되는 모형이며, 이 모형에서 직선을 비롯한 개념들을 직교 좌표계를 도구로 사용하여 대수학적으로 다룰 수 있다. 즉, 직교 좌표 공간 위의 점은 그 좌표와 일대일 대응하며, 직선은 어떤 일차 방정식(들)을 만족시키는 좌표에 대응하는 점의 집합으로 해석할 수 있다. 더 추상적인 관점에서, 유클리드 기하학의 직선은 실수선과 동형인 거리 공간을 뜻하며, 이는 직교 좌표 평면 또는 직교 좌표 공간 또는 고차원 유클리드 공간에 매장된 경우를 포함한다.

## 평면 직선

### 방정식
직교 좌표계 (또는 극좌표계)를 갖춘 평면 위의 직선은 매개 변수를 사용하지 않는다면 하나의 이변수 일차 방정식으로 표현되며, 이러한 방정식에는 여러 가지 꼴이 있다. 가장 일반적인 형식은 다음과 같다.
{\displaystyle Ax+By+C=0}
여기서 {\displaystyle (A,B)\neq (0,0)}이다. 모든 직선은 이러한 꼴의 방정식을 갖는다. 기울기가 {\displaystyle m}, y절편이 {\displaystyle n}인 직선의 방정식은
{\displaystyle y=mx+n}
이다. 수직선은 이러한 꼴의 방정식을 갖지 못한다. 점 {\displaystyle (x_{1},y_{1})}을 지나고 기울기가 {\displaystyle m}인 직선의 방정식은
{\displaystyle y-y_{1}=m(x-x_{1})}
이다. 수직선은 이렇게 나타낼 수 없다. 두 점 {\displaystyle (x_{1},y_{1})\neq (x_{2},y_{2})}을 지나는 직선의 방정식은
{\displaystyle (y-y_{1})(x_{2}-x_{1})=(x-x_{1})(y_{2}-y_{1})}
이다. 이는 모든 직선에 적용할 수 있다. x절편이 {\displaystyle x_{0}\neq 0}, y절편이 {\displaystyle y_{0}\neq 0}인 직선의 방정식은
{\displaystyle x/x_{0}+y/y_{0}=1}
이다. 수평선이나 수직선이나 원점을 지나는 직선은 이러한 방정식을 가질 수 없다. 직선에 극좌표 방정식을 줄 수도 있다. 기울기와 절편을 사용하면
{\displaystyle r\sin \theta =mr\cos \theta +n}
와 같은 꼴을 얻으며, 두 절편을 사용하면
{\displaystyle 1/r=\cos \theta /x_{0}+\sin \theta /y_{0}}
와 같은 꼴을 얻는다. 직선은 매개 변수 방정식이나 벡터 방정식으로 나타낼 수도 있으며, 이는 고차원 공간에서도 마찬가지다. 점 {\displaystyle P=(x_{1},y_{1})}를 지나고 방향 벡터가 {\displaystyle \mathbf {u} =(a,b)\neq (0,0)}인 직선은 매개 변수 방정식
{\displaystyle {\begin{matrix}x=x_{1}+at\\y=y_{1}+bt\end{matrix}}\qquad (t\in \mathbb {R} )}
또는 매개 변수 벡터 방정식
{\displaystyle {\overrightarrow {OQ}}={\overrightarrow {OP}}+t\mathbf {u} \qquad (t\in \mathbb {R} )}
를 만족시키는 점 {\displaystyle Q=(x,y)}의 집합과 같다. 평면 직선의 한 가지 특수한 경우는 좌표축에 평행하는 직선이다. 점 {\displaystyle (x_{1},y_{1})}를 지나는 수직선({\displaystyle y}축에 평행하는 직선)({\displaystyle x}축에 수직인 직선)의 방정식은 {\displaystyle x=x_{1}}이다. 점 {\displaystyle (x_{1},y_{1})}를 지나는 수평선({\displaystyle x}축에 평행하는 직선)({\displaystyle y}축에 수직인 직선)의 방정식은 {\displaystyle y=y_{1}}이다.

### 기울기와 절편
평면 직선의 각종 방정식의 계수를 사용하여 직선의 각종 속성을 나타내는 공식은 다음과 같다. (분모가 0일 경우 존재하지 않는다고 생각하거나 무한대라고 생각할 수 있다.)
| 직선의 방정식 | {\displaystyle Ax+By+C=0} | {\displaystyle y=mx+n} | {\displaystyle x/x_{0}+y/y_{0}=1} |
| 기울기        | {\displaystyle -A/B}      | {\displaystyle m}      | {\displaystyle -y_{0}/x_{0}}      |
| x절편         | {\displaystyle -C/A}      | {\displaystyle -n/m}   | {\displaystyle x_{0}}             |
| y절편         | {\displaystyle -C/B}      | {\displaystyle n}      | {\displaystyle y_{0}}             |

### 두 직선의 위치 관계
평면 위의 두 직선의 위치 관계는 일치·평행·교차 세 가지뿐이다. 즉, 완전히 겹치거나, 교점이 없거나, 교점이 유일하다. 이는 더 높은 차원에서는 성립하지 않는다. 교차할 경우 수직인지(둘 사이의 각이 직각인지)를 논할 수도 있다. 각 위치 관계의 필요충분조건은 방정식의 계수를 통해 나타낼 수 있으며, 이는 다음과 같다.
| 직선의 방정식 | {\displaystyle Ax+By+C=0}                            | {\displaystyle y=mx+n}                         | {\displaystyle {\overrightarrow {OQ}}={\overrightarrow {OP}}+t\mathbf {u} }           |
| 직선의 방정식 | {\displaystyle A'x+B'y+C'=0}                         | {\displaystyle y=m'x+n'}                       | {\displaystyle {\overrightarrow {OQ}}={\overrightarrow {OP'}}+t\mathbf {u} '}         |
| 일치          | {\displaystyle AB'=BA'}, {\displaystyle BC'=CB'}     | {\displaystyle m=m'}, {\displaystyle n=n'}     | {\displaystyle \mathbf {u} \parallel \mathbf {u} '\parallel {\overrightarrow {PP'}}}  |
| 평행          | {\displaystyle AB'=BA'}, {\displaystyle BC'\neq CB'} | {\displaystyle m=m'}, {\displaystyle n\neq n'} | {\displaystyle \mathbf {u} \parallel \mathbf {u} '\nparallel {\overrightarrow {PP'}}} |
| 교차          | {\displaystyle AB'\neq BA'}                          | {\displaystyle m\neq m'}                       | {\displaystyle \mathbf {u} \nparallel \mathbf {u} '}                                  |
| 수직          | {\displaystyle AA'+BB'=0}                            | {\displaystyle mm'=-1}                         | {\displaystyle \mathbf {u} \perp \mathbf {u} }                                        |

## 공간 직선

### 방정식
3차원 직교 좌표 공간부터는 직선이 낱개의 일차 방정식으로 주어지지 않는다. 이는 추상적인 관점에서 1차원 공간이 더 이상 초평면이 아니기 때문이다.
점 {\displaystyle (x_{1},y_{1},z_{1})}를 지나고 벡터 {\displaystyle (a,b,c)\neq (0,0,0)}와 평행한 직선의 매개 변수 방정식은 다음과 같다.
{\displaystyle {\begin{matrix}x=x_{1}+at\\y=y_{1}+bt\\z=z_{1}+ct\end{matrix}}\qquad (t\in \mathbb {R} )}
이를 {\displaystyle \mathbf {u} =(a,b,c)}, {\displaystyle P=(x_{1},y_{1},z_{1})}, {\displaystyle Q=(x,y,z)}와 같이 줄여 쓰면 다음과 같다.
{\displaystyle {\overrightarrow {OQ}}={\overrightarrow {OP}}+t\mathbf {u} \qquad (t\in \mathbb {R} )}
매개 변수를 쓰지 않는 방정식은 다음과 같다.
{\displaystyle {\frac {x-x_{1}}{a}}={\frac {y-y_{1}}{b}}={\frac {z-z_{1}}{c}}}
단, {\displaystyle abc=0}인 경우 '1/0'은 '∞'로 이해하여야 하며, '(=)0/0(=)'는 '(∈)R(∋)'로 이해하여야 한다.
직선이 두 평면의 교선일 경우, 직선은 다음과 같이 각각 두 평면을 나타내는 두 일차방정식의 연립으로 나타낼 수 있다.
{\displaystyle A_{1}x+B_{1}y+C_{1}z+D_{1}=0}
{\displaystyle A_{2}x+B_{2}y+C_{2}z+D_{2}=0}
이러한 직선의 한 방향 벡터는 {\displaystyle (A,B,C)\times (A',B',C')}이다.
좌표 평면이나 좌표축에 평행하는 특수한 경우의 직선의 방정식은 다음과 같다.
| 지나는 점                           | 좌표 평면 또는 좌표축 | 방향 벡터                                                 | (매개 변수 없는) 방정식                                         |
| ----------------------------------- | --------------------- | --------------------------------------------------------- | --------------------------------------------------------------- |
| {\displaystyle (x_{1},y_{1},z_{1})} | xy평면                | {\displaystyle \mathbf {u} =(a,b,0)\neq (0,0,0)}          | {\displaystyle (x-x_{1})/a=(y-y_{1})/b} {\displaystyle z=z_{1}} |
| {\displaystyle (x_{1},y_{1},z_{1})} | xz평면                | {\displaystyle {\overrightarrow {u}}=(a,0,c)\neq (0,0,0)} | {\displaystyle (x-x_{1})/a=(z-z_{1})/c} {\displaystyle y=y_{1}} |
| {\displaystyle (x_{1},y_{1},z_{1})} | yz평면                | {\displaystyle \mathbf {u} =(0,b,c)\neq (0,0,0)}          | {\displaystyle (y-y_{1})/b=(z-z_{1})/c} {\displaystyle x=x_{1}} |
| {\displaystyle (x_{1},y_{1},z_{1})} | x축                   | {\displaystyle \mathbf {u} =(a,0,0)\neq (0,0,0)}          | {\displaystyle y=y_{1}} {\displaystyle z=z_{1}}                 |
| {\displaystyle (x_{1},y_{1},z_{1})} | y축                   | {\displaystyle \mathbf {u} =(0,b,0)\neq (0,0,0)}          | {\displaystyle x=x_{1}} {\displaystyle z=z_{1}}                 |
| {\displaystyle (x_{1},y_{1},z_{1})} | z축                   | {\displaystyle \mathbf {u} =(0,0,c)\neq (0,0,0)}          | {\displaystyle x=x_{1}} {\displaystyle y=y_{1}}                 |

### 두 직선의 위치 관계
3차원 공간 위의 두 직선의 위치 관계는 다음과 같이 네 경우로 나뉜다.
- 일치: 두 직선이 포함하는 점이 완전히 같다.
- 평행: 두 직선이 같은 평면 위에 놓이지만 교점이 없다.
- 교차: 두 직선이 단 하나의 교점을 갖는다.
  - 수직: 두 직선이 교차하며, 직각을 이룬다.
- 꼬인 위치: 두 직선이 같은 평면 위에 놓이지 않는다.

고차원의 경우 역시 성립하지만 꼬인 위치가 더 다양한 경우를 포함하게 된다. 3차원 공간 위의 두 직선의 위치 관계의 필요충분조건을 방정식을 통해 나타내면 다음과 같다.
| 직선의 방정식 | {\displaystyle {\overrightarrow {OQ}}={\overrightarrow {OP}}+t\mathbf {u} }                                                                 | {\displaystyle (x-x_{1})/a=(y-y_{1})/b=(z-z_{1})/c} | {\displaystyle A_{1}x+B_{1}y+C_{1}z+D_{1}=0} {\displaystyle A_{2}x+B_{2}y+C_{2}z+D_{2}=0} | {\displaystyle A_{1}x+B_{1}y+C_{1}z+D_{1}=0} {\displaystyle A_{2}x+B_{2}y+C_{2}z+D_{2}=0}                                                                      |
| 직선의 방정식 | {\displaystyle {\overrightarrow {OQ}}={\overrightarrow {OP'}}+t\mathbf {u} '}                                                               | {\displaystyle (x-x_{1}')/a'=(y-y_{1}')/b'=(z-z_{1}')/c'} | {\displaystyle A_{1}'x+B_{1}'y+C_{1}'z+D_{1}'=0} {\displaystyle A_{2}'x+B_{2}'y+C_{2}'z+D_{2}'=0} | {\displaystyle A_{1}'x+B_{1}'y+C_{1}'z+D_{1}'=0} {\displaystyle A_{2}'x+B_{2}'y+C_{2}'z+D_{2}'=0}                                                              |
| 일치          | {\displaystyle \mathbf {u} \parallel \mathbf {u} '\parallel {\overrightarrow {PP'}}}                                                        | {\displaystyle {\begin{vmatrix}a&b\\a'&b'\end{vmatrix}}={\begin{vmatrix}b&c\\b'&c'\end{vmatrix}}={\begin{vmatrix}a&b\\x_{1}'-x_{1}&y_{1}'-y_{1}\end{vmatrix}}={\begin{vmatrix}b&c\\y_{1}'-y_{1}&z_{1}'-z_{1}\end{vmatrix}}=0}                          | {\displaystyle {\begin{vmatrix}A_{1}&B_{1}&C_{1}\\A_{2}&B_{2}&C_{2}\\A_{1}'&B_{1}'&C_{1}'\end{vmatrix}}={\begin{vmatrix}A_{1}&B_{1}&C_{1}\\A_{2}&B_{2}&C_{2}\\A_{2}'&B_{2}'&C_{2}'\end{vmatrix}}=0}       | {\displaystyle {\begin{vmatrix}A_{1}&B_{1}&C_{1}&D_{1}\\A_{2}&B_{2}&C_{2}&D_{2}\\A_{1}'&B_{1}'&C_{1}'&D_{1}'\\A_{2}'&B_{2}'&C_{2}'&D_{2}'\end{vmatrix}}=0}     |
| 평행          | {\displaystyle \mathbf {u} \parallel \mathbf {u} '\nparallel {\overrightarrow {PP'}}}                                                       | {\displaystyle {\begin{vmatrix}a&b\\a'&b'\end{vmatrix}}={\begin{vmatrix}b&c\\b'&c'\end{vmatrix}}=0}, {\displaystyle \lnot {\begin{vmatrix}a&b\\x_{1}'-x_{1}&y_{1}'-y_{1}\end{vmatrix}}={\begin{vmatrix}b&c\\y_{1}'-y_{1}&z_{1}'-z_{1}\end{vmatrix}}=0} | {\displaystyle {\begin{vmatrix}A_{1}&B_{1}&C_{1}\\A_{2}&B_{2}&C_{2}\\A_{1}'&B_{1}'&C_{1}'\end{vmatrix}}={\begin{vmatrix}A_{1}&B_{1}&C_{1}\\A_{2}&B_{2}&C_{2}\\A_{2}'&B_{2}'&C_{2}'\end{vmatrix}}=0}       | {\displaystyle {\begin{vmatrix}A_{1}&B_{1}&C_{1}&D_{1}\\A_{2}&B_{2}&C_{2}&D_{2}\\A_{1}'&B_{1}'&C_{1}'&D_{1}'\\A_{2}'&B_{2}'&C_{2}'&D_{2}'\end{vmatrix}}=0}     |
| 교차          | {\displaystyle \mathbf {u} \nparallel \mathbf {u} '}, {\displaystyle {\overrightarrow {PP'}}\cdot (\mathbf {u} \times \mathbf {u} ')=0}     | {\displaystyle \lnot {\begin{vmatrix}a&b\\a'&b'\end{vmatrix}}={\begin{vmatrix}b&c\\b'&c'\end{vmatrix}}=0}, {\displaystyle {\begin{vmatrix}a&b&c\\a'&b'&c'\\x_{1}'-x_{1}&y_{1}'-y_{1}&z_{1}-z_{1}'\end{vmatrix}}=0}                                     | {\displaystyle \lnot {\begin{vmatrix}A_{1}&B_{1}&C_{1}\\A_{2}&B_{2}&C_{2}\\A_{1}'&B_{1}'&C_{1}'\end{vmatrix}}={\begin{vmatrix}A_{1}&B_{1}&C_{1}\\A_{2}&B_{2}&C_{2}\\A_{2}'&B_{2}'&C_{2}'\end{vmatrix}}=0} | {\displaystyle {\begin{vmatrix}A_{1}&B_{1}&C_{1}&D_{1}\\A_{2}&B_{2}&C_{2}&D_{2}\\A_{1}'&B_{1}'&C_{1}'&D_{1}'\\A_{2}'&B_{2}'&C_{2}'&D_{2}'\end{vmatrix}}=0}     |
| 수직          | {\displaystyle \mathbf {u} \perp \mathbf {u} }, {\displaystyle {\overrightarrow {PP'}}\cdot (\mathbf {u} \times \mathbf {u} ')=0}           | {\displaystyle aa'+bb'+cc'=0}, {\displaystyle {\begin{vmatrix}a&b&c\\a'&b'&c'\\x_{1}'-x_{1}&y_{1}'-y_{1}&z_{1}-z_{1}'\end{vmatrix}}=0} | {\displaystyle \lnot {\begin{vmatrix}A_{1}&B_{1}&C_{1}\\A_{2}&B_{2}&C_{2}\\A_{1}'&B_{1}'&C_{1}'\end{vmatrix}}={\begin{vmatrix}A_{1}&B_{1}&C_{1}\\A_{2}&B_{2}&C_{2}\\A_{2}'&B_{2}'&C_{2}'\end{vmatrix}}=0} | {\displaystyle {\begin{vmatrix}A_{1}&B_{1}&C_{1}&D_{1}\\A_{2}&B_{2}&C_{2}&D_{2}\\A_{1}'&B_{1}'&C_{1}'&D_{1}'\\A_{2}'&B_{2}'&C_{2}'&D_{2}'\end{vmatrix}}=0}     |
| 꼬인 위치     | {\displaystyle \mathbf {u} \nparallel \mathbf {u} '}, {\displaystyle {\overrightarrow {PP'}}\cdot (\mathbf {u} \times \mathbf {u} ')\neq 0} | {\displaystyle {\begin{vmatrix}a&b&c\\a'&b'&c'\\x_{1}'-x_{1}&y_{1}'-y_{1}&z_{1}-z_{1}'\end{vmatrix}}\neq 0} | {\displaystyle \lnot {\begin{vmatrix}A_{1}&B_{1}&C_{1}\\A_{2}&B_{2}&C_{2}\\A_{1}'&B_{1}'&C_{1}'\end{vmatrix}}={\begin{vmatrix}A_{1}&B_{1}&C_{1}\\A_{2}&B_{2}&C_{2}\\A_{2}'&B_{2}'&C_{2}'\end{vmatrix}}=0} | {\displaystyle {\begin{vmatrix}A_{1}&B_{1}&C_{1}&D_{1}\\A_{2}&B_{2}&C_{2}&D_{2}\\A_{1}'&B_{1}'&C_{1}'&D_{1}'\\A_{2}'&B_{2}'&C_{2}'&D_{2}'\end{vmatrix}}\neq 0} |

### 직선과 평면의 위치 관계
3차원 공간의 직선 {\displaystyle l\subset \mathbb {R} ^{3}}과 평면 {\displaystyle \Sigma \subset \mathbb {R} ^{3}} 사이에는 다음과 같은 세 가지 위치 관계가 있다.
- {\displaystyle l\subset \Sigma }: 직선이 평면 위에 놓이는 경우
- {\displaystyle l\parallel \Sigma }: 직선이 평면에 평행하는 경우
- {\displaystyle \#(l\cap \Sigma )=1}: 직선이 평면과 교차하는 경우
  - {\displaystyle l\perp \Sigma }: 직선이 평면과 수직인 경우

## 고차원의 경우
직선은 임의의 {\displaystyle n}차원의 유클리드 공간까지 일반화할 수 있다. 이 경우에도 매개 변수 방정식이나 초평면의 교점으로서 기술할 수 있다. 평면 직선의 자유도는 2, 공간 직선의 자유도는 4인데, {\displaystyle n}차원 유클리드 공간 위의 직선의 자유도는 {\displaystyle 2(n-1)}이다.

## 유클리드 기하학 밖의 경우
구면기하학의 직선은 대원이다. 쌍곡기하학의 직선은 푸앵카레 모형에서 원과 직교하는 호이다.

## 관련 개념

### 반직선과 선분
반직선은 직선 위의 점을 기준으로 직선의 한 쪽만을 취하여 얻는다. 선분은 직선의 두 점 사이의 부분을 취하여 얻는다. 예를 들어, 직선의 매개 변수 방정식
{\displaystyle x=x_{1}+at}
{\displaystyle y=y_{1}+bt}
{\displaystyle z=z_{1}+ct}
에서, {\displaystyle t\in \mathbb {R} } 대신 {\displaystyle t\geq 0}이나 {\displaystyle t\leq 0}을 취하면 점 {\displaystyle (x_{1},y_{1},z_{1})}을 시작점으로 하는 반직선을 얻는다. 또한 {\displaystyle t\in [t',t'']\cup [t',t'']}을 취하면 점 {\displaystyle (x_{1}+at',y_{1}+bt',z_{1}+ct')}와 점 {\displaystyle (x_{1}+at'',y_{1}+bt'',z_{1}+ct'')}을 양 끝점으로 하는 선분을 얻는다.

### 접선과 할선
곡선을 어떤 점에서 스치면서 지나가는 직선을 접선이라고 한다. 곡선의 어떤 점에서의 접선은 곡선의 그 점 주위의 부분을 선형 근사한다. 곡선의 접선은 곡선과 유일한 교점을 갖는 직선과 다른 개념이다. 원의 접선이 될 필요충분조건은 교점의 유일성이지만, 이는 일반적인 곡선에 대하여 성립하지 않는다. 반면 곡선을 두 번 가로질러 지나가는 직선을 할선이라고 한다. 접선은 할선이 가로지르는 두 교점이 점차 가까워질 때 가지는 극한이라고 생각할 수 있다.

## 같이 보기
- 반직선
- 선분
- 평행선
- 수직선
- 꼬인 위치
- 각의 이등분선
- 중선
- 수직이등분선
- 접선
- 할선
- 점근선
- 준선
- 오일러 직선
- 심슨 직선
- 파스칼 직선
- 측지선